# لوزیر (آلاباما)
لوزیر (به انگلیسی: Loosier) یک منطقهٔ مسکونی در ایالات متحده آمریکا است که در شهرستان لارنس، آلاباما واقع شده‌است. لوزیر ۲۲۷٫۹۹ متر بالاتر از سطح دریا قرار دارد.